# 昂納光通信
昂纳科技集团（英語：O-Net Technologies (Group) Limited，港交所除牌前：0877.HK），原名昂納光通信（集團）有限公司，創立于2000年，現時業務包括設計、制造、销售无源及有源光网络器件、模块、自动化设备和光雷达（Lidar）等产品。
該股份公司自2010年4月29日於香港交易所主板上市，招股價為2.9港元，集資額為4.05亿港元至5.6亿港元，而全球配售為发行1.93亿股，總部位於中国深圳市坪山新区翠景路35号。
根据国际电讯分析公司Ovum的报告，昂纳科技的无源器件产品中，自由空间光隔离器（ISOLATOR）在全球市场份额占有率排名第一，波分复用器（WDM器件）位列全球第三，EDFA光纤放大器位居全球第四，可变光衰减器（VOA）模块出货量位居全球第五。
董事會聯席主席及行政總裁為那慶林。

## 連結
- O-NetCom.com （页面存档备份，存于）